# Krasne Dłusko
Krasne Dłusko (niem. Lauske) – wieś w Polsce położona w województwie lubuskim, w powiecie międzyrzeckim, w gminie Przytoczna.
Wieś położona na lewym brzegu Warty, ok. 5,5 km na północny zachód od Przytocznej.
W latach 1975–1998 miejscowość administracyjnie należała do województwa gorzowskiego.
Zabytki:
- Pałac i park krajobrazowy z II połowy XIX w. W parku rosną piękne dęby[4].
- Szachulcowy dom podcieniowy z I połowy XIX w[5].

## Urodzeni w Krasnym Dłusku
- Antoni Stychel – polski ksiądz i polityk, prezes Związku Katolickich Towarzystw Robotników Polskich, poseł na Sejm Ustawodawczy oraz senator w II RP, członek Naczelnej Rady Ludowej[6].